# Benjamin Mendy
Benjamin Mendy (Longjumeau, 17 juli 1994) is een Frans voetballer die doorgaans als linksachter speelt. Hij tekende in juli 2023 een contract tot medio 2025 bij Lorient, dat  hem transfervrij overnam van Manchester City. Mendy debuteerde in 2017 in het Frans voetbalelftal, waarmee hij het WK 2018 won.

## Clubcarrière

### Le Havre
Mendy werd op zijn twaalfde door Le Havre gescout bij Palaiseau. Hij tekende hier op 24 juli 2011 zijn eerste profcontract. Op 9 augustus 2011 maakte hij zijn profdebuut, in de Coupe de la Ligue tegen Amiens SC (2–1 nederlaag). Op 12 augustus 2011 maakte hij zijn competitiedebuut, bij een zege op datzelfde Amiens SC in de Ligue 2. In zijn eerste seizoen kwam hij tot 25 competitiewedstrijden, in zijn tweede tot 28.

### Olympique Marseille
Op 8 juli 2013 tekende Mendy voor Olympique Marseille. Mendy debuteerde voor de club op 11 augustus 2013, met een basisplaats in de Ligue 1 tegen EA Guingamp (1–3 zege). Op 24 september 2013 maakte hij zijn eerste officiële doelpunt, in de competitiewedstrijd tegen AS Saint-Étienne. Het was de openingstreffer bij een 2–1 overwinning. Op 1 oktober 2013 maakte Mendy zijn internationale debuut, in het UEFA Champions League-duel tegen Borussia Dortmund. Hij speelde ook de thuiswedstrijd tegen Borussia Dortmund. Olympique Marseille verloor elke wedstrijd in zijn groep. Trainer Élie Baup werd ontslagen en vervangen door José Anigo, die Mendy minder speelminuten gaf. Wel werd hij na afloop van het seizoen opgenomen bij de veertig genomineerden voor de Golden Boy. In het seizoen 2014/15 was Mendy onder leiding van Marcelo Bielsa een basisspeler. Op 23 september 2015 kreeg hij slechts een minuut nadat hij het veld betrad een rode kaart. Ondertussen was Bielsa opgestapt en vervangen door Míchel, die na een kruisbandblessure van Mendy werd ontslagen, en vervangen door Franck Passi.

### AS Monaco
Op 22 juni 2016 ondertekende Mendy een vijfjarig contract bij AS Monaco, een concurrent van Olympique Marseille. Op 27 juli 2016 debuteerde hij voor AS Monaco, in de derde kwalificatieronde van de Champions League tegen Fenerbahçe SK. Deze wedstrijd ging verloren, maar AS Monaco won de thuiswedstrijd en plaatste zich voor de groepsfase, nadat Villarreal CF verslagen werd in de play-offronde, ondanks een rode kaart van Mendy. Op 12 augustus 2016 maakte Mendy zijn competitiedebuut, tegen EA Guingamp. Op 1 maart 2017 scoorde Mendy zijn enige treffer voor AS Monaco, tegen zijn voormalige ploeg Olympique Marseille in de verlenging van de achtste finales van de Coupe de France. AS Monaco bereikte voor het eerst sinds 2004 de halve finales van de UEFA Champions League, waarin AS Monaco werd uitgeschakeld door Juventus FC. Ook werd AS Monaco voor het eerst sinds 2000 Frans kampioen. Daarbij bereikte AS Monaco de finale van de Coupe de la Ligue, die met 1–4 verloren werd van Paris Saint-Germain. Na het succes maakte Mendy een transfer in de zomer van 2017, evenals spelers als Tiémoué Bakayoko, Bernardo Silva en Kylian Mbappé.

### Manchester City
Op 24 juli 2017 werd bekend dat Mendy de overstap maakte naar Manchester City. Met de deal zou € 58 miljoen gemoeid zijn, waardoor Mendy de duurste verdediger ooit werd, een record die tien dagen eerder al op naam kwam te staan op Kyle Walker, die eveneens naar Manchester City vertrok. Op 26 augustus 2017 debuteerde Mendy voor Manchester City, in een uitduel tegen AFC Bournemouth in de Premier League. Mendy kreeg een gele kaart en Raheem Sterling verzorgde in de blessuretijd de winnende treffer. Op 13 september 2017 speelde Mendy ook zijn eerste internationale wedstrijd namens Manchester City, tegen Feyenoord in de Champions League (0–4 zege). In de competitiewedstrijd tegen Crystal Palace op 23 september 2017 moest Mendy al in de 29ste minuut vervangen worden door Danilo wegens blessureleed na een duel met Andros Townsend. Later werd duidelijk dat hij een knieband had gescheurd en een half jaar niet meer kon spelen. Op 22 april 2018 maakte Mendy zijn rentree met een invalbeurt voor Fabian Delph in de uitwedstrijd tegen Swansea City. Ondanks het feit dat Manchester City nauwelijks gebruik kon maken van Mendy won Manchester City de Premier League met een recordaantal punten, doelpunten en verschil met de vicekampioen en wonnen The Citizens de League Cup.
Op 5 augustus 2018 speelde Mendy de volledige wedstrijd tegen Chelsea FC toen Manchester City de Community Shield won. Mendy was een basisspeler voor Manchester City aan het begin van het seizoen 2018/19 en gaf vijf assists in de Premier League. Op 23 november 2018 werd bekend dat Mendy opnieuw een lange tijd afwezig zou zijn bij wedstrijden van Manchester City, wegens een operatie aan zijn meniscus. Later dat seizoen speelde Mendy enkel nog het competitieduel tegen Crystal Palace, de kwartfinale van de Champions League tegen Tottenham Hotspur, waarbij Manchester City werd uitgeschakeld, ondanks de 4–3 zege, en de halve finale van de FA Cup tegen Brighton & Hove Albion. Opnieuw won Manchester City de Premier League en de League Cup. Ditmaal werd daarbij ook de FA Cup gewonnen. Ook in het seizoen 2019/20 kreeg Mendy meerdere malen te maken met blessureleed. In een seizoen dat vanwege de coronapandemie voor drie maanden werd onderbroken, speelde Mendy negentien wedstrijden in de Premier League en elf in overige competities. Manchester City won opnieuw de League Cup, maar eindigde op de tweede plaats in de Premier League en werd in de kwartfinales van de Champions League uitgeschakeld door Olympique Lyonnais.
Gedurende het seizoen 2020/21 kreeg Oleksandr Zintsjenko vaak de voorkeur van Pep Guardiola boven Mendy. Wel startte Mendy in het competitieduel tegen Burnley FC, waarbij hij voor het eerst trefzeker was in het shirt van Manchester City. Hij verzorgde de 3–0 bij een 5–0 zege. Mendy speelde uiteindelijk twintig wedstrijden in alle competities en scoorde ook in het uitduel met Leicester City. Manchester City werd kampioen van Engeland en won voor een vierde seizoen op rij de League Cup. Ook werd de finale van de Champions League bereikt, maar die werd verloren van Chelsea FC, waarvan Manchester City ook al verloor in de halve finales van de FA Cup. Nadat Mendy in 2021 verdachte werd van vier verkrachtingen en een aanranding schorste Manchester City hem in augustus 2021. Na bijna twee jaar niet te hebben gespeeld, vanwege zijn arrestatie, kondigde Manchester City aan dat Mandy mocht vertrekken als zijn contract afliep op 30 juni 2023.

### Lorient
Op 19 juli 2023, 23 maanden na zijn laatste optreden in het profvoetbal, tekende Mendy een contract voor twee jaar bij Lorient, uitkomend in de Ligue 1. Clubeigenaar Loïc Féry weigerde commentaar te geven op vragen over de ondertekening door radiostation France Bleu.

## Clubstatistieken
| Seizoen        | Club                | Competitie     | Competitie | Competitie | Beker | Beker | Internationaal | Internationaal | Overig | Overig | Totaal | Totaal |
| Seizoen        | Club                | Competitie     | Wed.       | Dlp.       | Wed.  | Dlp.  | Wed.           | Dlp.           | Wed.   | Dlp.   | Wed.   | Dlp.   |
| -------------- | ------------------- | -------------- | ---------- | ---------- | ----- | ----- | -------------- | -------------- | ------ | ------ | ------ | ------ |
| 2011/12        | Le Havre            | Ligue 2        | 29         | 0          | 3     | 0     | —              | —              | —      | —      | 32     | 0      |
| 2012/13        | Le Havre            | Ligue 2        | 28         | 0          | 4     | 0     | —              | —              | —      | —      | 32     | 0      |
| Clubtotaal     | Clubtotaal          | Clubtotaal     | 57         | 0          | 7     | 0     | 0              | 0              | 0      | 0      | 64     | 0      |
| 2013/14        | Olympique Marseille | Ligue 1        | 24         | 1          | 4     | 1     | 2              | 0              | —      | —      | 30     | 2      |
| 2014/15        | Olympique Marseille | Ligue 1        | 33         | 0          | 2     | 0     | —              | —              | —      | —      | 35     | 0      |
| 2015/16        | Olympique Marseille | Ligue 1        | 24         | 1          | 5     | 0     | 7              | 0              | —      | —      | 36     | 1      |
| Clubtotaal     | Clubtotaal          | Clubtotaal     | 81         | 2          | 11    | 1     | 9              | 0              | 0      | 0      | 101    | 3      |
| 2016/17        | AS Monaco           | Ligue 1        | 25         | 0          | 4     | 1     | 10             | 0              | —      | —      | 39     | 1      |
| Clubtotaal     | Clubtotaal          | Clubtotaal     | 25         | 0          | 4     | 1     | 10             | 0              | 0      | 0      | 39     | 1      |
| 2017/18        | Manchester City     | Premier League | 7          | 0          | 0     | 0     | 1              | 0              | —      | —      | 8      | 0      |
| 2018/19        | Manchester City     | Premier League | 10         | 0          | 2     | 0     | 2              | 0              | 1      | 0      | 15     | 0      |
| 2019/20        | Manchester City     | Premier League | 19         | 0          | 5     | 0     | 6              | 0              | 0      | 0      | 30     | 0      |
| 2020/21        | Manchester City     | Premier League | 13         | 2          | 6     | 0     | 1              | 0              | —      | —      | 20     | 2      |
| 2021/22        | Manchester City     | Premier League | 1          | 0          | 0     | 0     | 0              | 0              | 1      | 0      | 2      | 0      |
| Clubtotaal     | Clubtotaal          | Clubtotaal     | 50         | 2          | 13    | 0     | 10             | 0              | 2      | 0      | 75     | 2      |
| Carrièretotaal | Carrièretotaal      | Carrièretotaal | 213        | 4          | 35    | 2     | 29             | 0              | 2      | 0      | 279    | 6      |

Bijgewerkt t/m 17 oktober 2021.

## Interlandcarrière

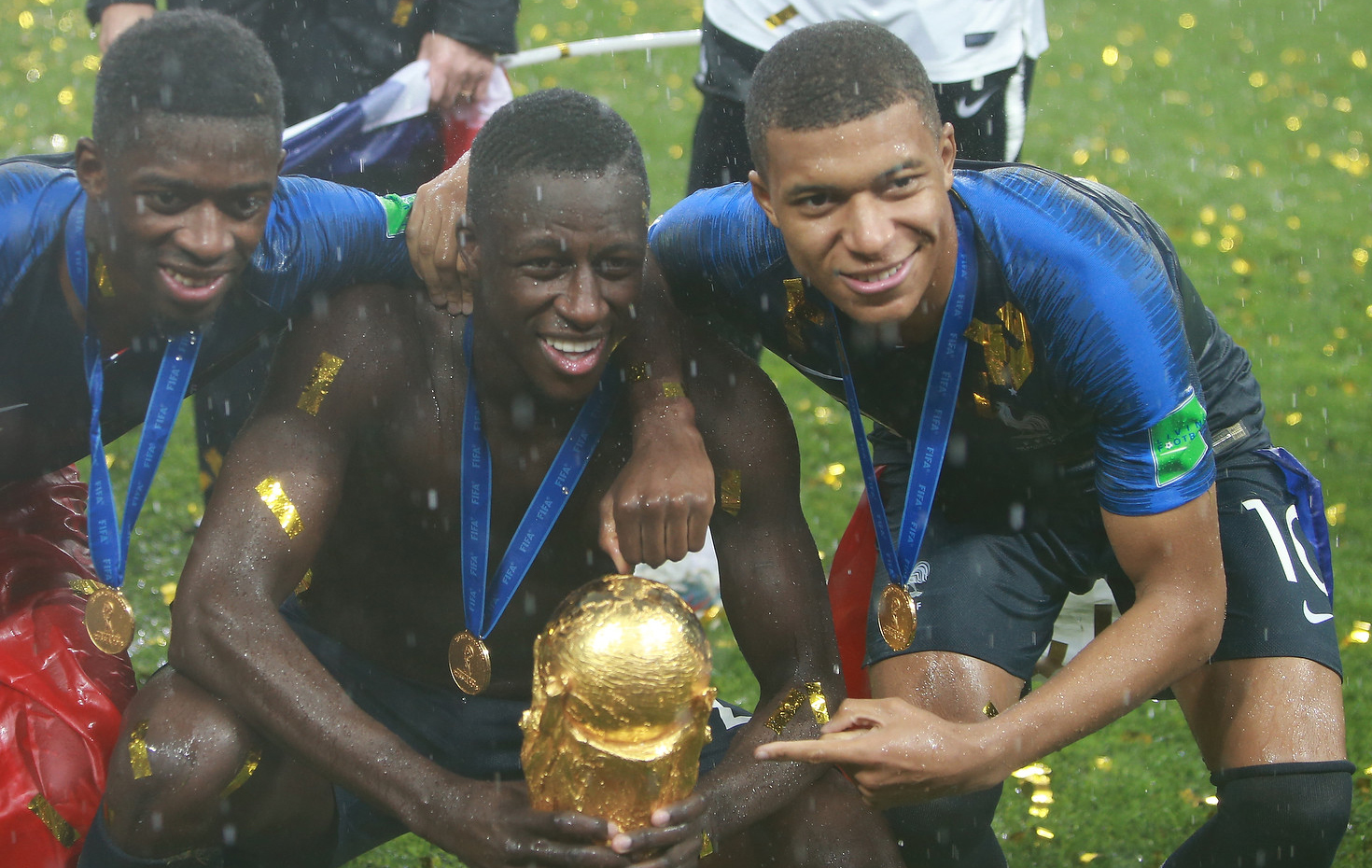
Mendy met Dembélé (l), Mbappé (r) en de wereldbeker na het winnen van het WK 2018.

Mendy kwam uit voor diverse Franse jeugdelftallen, waaronder Frankrijk –17, waarmee hij de kwartfinales bereikte op het WK onder 17 in 2011. Hij debuteerde op 25 maart 2017 in het Frans voetbalelftal. Hij speelde die dag de volledige wedstrijd tijdens een met 1–3 gewonnen kwalificatieduel voor het WK 2018, in en tegen Luxemburg. Ruim een jaar later werd Mendy door Didier Deschamps opgeroepen voor de Franse selectie voor het eindtoernooi van het WK 2018 in Rusland. Mendy kwam enkel in actie in de groepswedstrijd tegen Denemarken (0–0) door vlak na de rust Lucas Hernández te vervangen. Frankrijk kroonde zich voor een tweede keer tot wereldkampioen door in de finale Kroatië met 4–2 te verslaan.
| Interlands van Benjamin Mendy voor Frankrijk | Interlands van Benjamin Mendy voor Frankrijk | Interlands van Benjamin Mendy voor Frankrijk | Interlands van Benjamin Mendy voor Frankrijk | Interlands van Benjamin Mendy voor Frankrijk | Interlands van Benjamin Mendy voor Frankrijk |
| №                                            | Datum                                        | Wedstrijd                                    | Uitslag                                      | Soort wedstrijd                              | Goals                                        |
| Als speler bij AS Monaco                     | Als speler bij AS Monaco                     | Als speler bij AS Monaco                     | Als speler bij AS Monaco                     | Als speler bij AS Monaco                     | 0                                            |
| -------------------------------------------- | -------------------------------------------- | -------------------------------------------- | -------------------------------------------- | -------------------------------------------- | -------------------------------------------- |
| 1.                                           | 25 maart 2017                                | Luxemburg – Frankrijk                        | 1 – 3                                        | Kwalificatie WK 2018                         |                                              |
| 2.                                           | 2 juni 2017                                  | Frankrijk – Paraguay                         | 5 – 0                                        | Vriendschappelijk                            |                                              |
| 3.                                           | 9 juni 2017                                  | Zweden – Frankrijk                           | 2 – 1                                        | Kwalificatie WK 2018                         |                                              |
| 4.                                           | 13 juni 2017                                 | Frankrijk – Engeland                         | 3 – 2                                        | Vriendschappelijk                            |                                              |
| Als speler bij Manchester City               | Als speler bij Manchester City               | Als speler bij Manchester City               | Als speler bij Manchester City               | Als speler bij Manchester City               | 0                                            |
| 5.                                           | 28 mei 2018                                  | Frankrijk – Ierland                          | 2 – 0                                        | Vriendschappelijk                            |                                              |
| 6.                                           | 1 juni 2018                                  | Frankrijk – Italië                           | 3 – 1                                        | Vriendschappelijk                            |                                              |
| 7.                                           | 9 juni 2018                                  | Frankrijk – Verenigde Staten                 | 1 – 1                                        | Vriendschappelijk                            |                                              |
| 8.                                           | 26 juni 2018                                 | Denemarken – Frankrijk                       | 0 – 0                                        | WK 2018                                      |                                              |
| 9.                                           | 9 september 2018                             | Frankrijk – Nederland                        | 2 – 1                                        | Nations League 2018/19                       |                                              |
| 10.                                          | 17 november 2019                             | Albanië – Frankrijk                          | 0 – 2                                        | Kwalificatie EK 2020                         |                                              |

Bijgewerkt t/m 17 oktober 2021.

## Erelijst
| Competitie          | Aantal    | Jaren                              |           |           |
| AS Monaco           | AS Monaco | AS Monaco                          | AS Monaco | AS Monaco |
| ------------------- | --------- | ---------------------------------- | --------- | --------- |
| Ligue 1             | 1x        | 2016/17                            |           |           |
| Manchester City     |           |                                    |           |           |
| Premier League      | 3x        | 2017/18, 2018/19, 2020/21          |           |           |
| EFL Cup             | 4x        | 2017/18, 2018/19, 2019/20, 2020/21 |           |           |
| FA Cup              | 1x        | 2018/19                            |           |           |
| FA Community Shield | 2x        | 2018, 2019                         |           |           |

| Competitie | Winnaar   | Winnaar   | Runner-up | Runner-up | Derde     | Derde     |
| Competitie | Aantal    | Jaren     | Aantal    | Jaren     | Aantal    | Jaren     |
| Frankrijk  | Frankrijk | Frankrijk | Frankrijk | Frankrijk | Frankrijk | Frankrijk |
| ---------- | --------- | --------- | --------- | --------- | --------- | --------- |
| FIFA WK    | 1x        | 2018      |           |           |           |           |